# Midnight Line

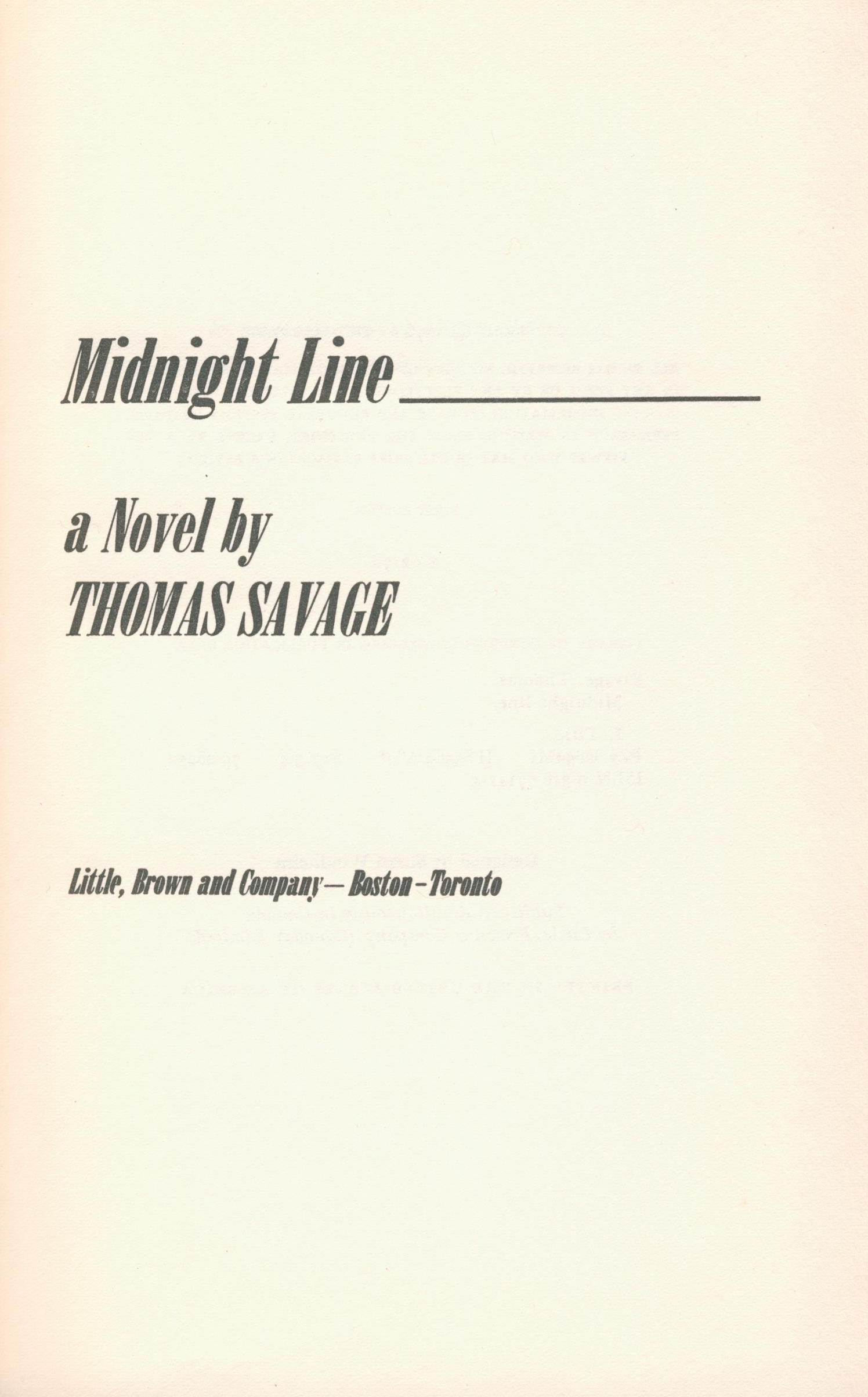
Titelblatt der Erstausgabe aus dem Jahr 1976

Midnight Line ist ein Roman des US-amerikanischen Autors Thomas Savage aus dem Jahr 1976. Es war der neunte Roman Savages und der fünfte, der zu den sogenannten „Western Novels“ des Autors gezählt wird. 

## Handlung
Thomas „Tom“ Westbrook arbeitet als Hörfunkmoderator der bekannten Telefon-Talkradio-Sendung Midnight Line beim Bostoner Radiosender WBOT, der in 38 Staaten zu hören ist. Die Sendung läuft täglich von Mitternacht bis 6 Uhr morgens und hat Westbrook zu Bekanntheit verholfen. Anrufer erzählen ihm und der Hörerschaft von Problemen oder diskutieren aktuelle Themen. Westbrook selbst steht vor seinem 55. Geburtstag. Er stammt ursprünglich aus der Kleinstadt Grayling in Montana, von wo aus er nach Connecticut ging, um dort beim Radio anzufangen. Er hat eine außergewöhnlich wohlklingende Stimme und hat es über die Jahre geschafft, vollkommen dialektfrei zu sprechen. Eines Tages entdeckte ihn der Chef von WBOT, der von allen nur „Old Man“ genannt wurde, und entwarf mit ihm die Sendung Midnight Line, die beim Sender schließlich ein Erfolgsformat wurde. Der „Old Man“ verstarb vor einiger Zeit, wobei er die letzten Monate nur noch von Westbrook besucht wurde; sein Nachfolger Sewall Edwards ist eher unbeliebt. Westbrook, der weiß, dass er eines der Zugpferde des Senders ist, nimmt nun absichtlich kontroverse Themen in seine Sendung auf, so diskutieren die Anrufer nachts beispielsweise zum Thema Homosexualität und Abtreibung.
Westbrooks Privatleben ist weniger erfolgreich als sein Arbeitsleben. Im Alter von 40 Jahren heiratete er die zehn Jahre jüngere Marge und zog mit ihr im Bostoner Stadtteil Beacon Hill zusammen. Die Ehe scheiterte nach zwei Jahren an Marges Manieriertheit und Westbrooks Zeugungsunfähigkeit. Insgeheim hatte er sich immer einen Sohn gewünscht, sieht sich nun an seinem 55. Geburtstag jedoch mit dem Fakt konfrontiert, dass er nie Vater sein wird. An seinem Geburtstag fällt ein später Anrufer aus dem normalen Raster: Er bleibt anonym und sagt nur die Worte „Happy birthday, Westbrook. I know who you are.“ („Alles Gute zum Geburtstag, Westbrook. Ich weiß, wer du bist.“). Der Anruf bringt Westbrook dazu, über seine Kindheit und Jugend nachzudenken. Er wuchs in Grayling auf. Nach Ende der High School wollte er auf die Missoula State University gehen, doch hatte die Familie nicht genug Geld, sodass er stattdessen die Montana State Normal School besuchte. Er lernte die junge Maxine Gates kennen, deren Vater sich als Vertreter in Grayling niedergelassen hatte. Beide wurden ein Paar; nach fünf Monaten eröffnete Maxine ihm, schwanger zu sein. Westbrook, der zu dem Zeitpunkt gerade 20 Jahre alt war, wollte kein Kind und erkannte zudem, dass er Maxine nicht wirklich liebt. Westbrooks Vater gab ihm 200 Dollar, um die Abtreibung zu finanzieren. Maxine nannte Westbrook einen Feigling und entschied sich, die Abtreibung allein durchführen zu lassen. Beide trennten sich.
Einige Zeit nach dem ersten Anruf erhält Westbrook erneut eine Nachricht des anonymen Mannes, den er nur „The Voice“ nennt. The Voice eröffnet ihm, dass Maxine gestorben ist und einen Sohn hatte. Später ergänzt The Voice, dass Maxine bei der Geburt starb. Westbrook erkennt, dass er Vater ist und sein Sohn inzwischen 35 Jahre als sein müsste. Er beginnt, nach seinem Sohn im Wählerverzeichnis von Grayling zu suchen, hat jedoch keinen Erfolg. Weitere Anrufe von The Voice machen ihm deutlich, dass sein Sohn verheiratet ist und in ärmlichen Verhältnissen in einer Wohnwagensiedlung lebt. Westbrook beginnt, sein Leben neu zu sehen, so steht auch die Möglichkeit im Raum, dass er bereits Großvater ist. In den folgenden drei Monaten ruft The Voice sieben Mal in der Sendung an, die darunter zu leiden beginnt, dass Westbrook Sendezeit für den anonymen Anrufer freihalten will und zunehmend Musik einspielt. Eines Tages meldet The Voice, dass der Wohnwagen verschwunden sei. Westbrook will einen Privatdetektiv einschalten, doch meldet sich The Voice erneut: Westbrooks Sohn ist wegen Ladendiebstahls verhaftet worden und im Gefängnis. Unter falschem Namen lässt sich Westbrook von einem Anwalt beraten, der ihm mitteilt, dass einfacher Ladendiebstahl üblicherweise keine Gefängnisstrafe nach sich zieht. Weitere Anrufe The Voices zeigen, dass Westbrooks Sohn wieder auf die Beine kommt, so erhält er eine Stelle als Tankstellenwart. Westbrook glaubt, The Voice wird nun nicht mehr anrufen und tatsächlich folgt eine lange Pause ohne weitere Informationen. Der nächste Anruf ist dafür umso erschütternder, da Westbrooks Sohn bei einem Überfall auf die Tankstelle angeschossen wurde und nun schwerverletzt im Krankenhaus liegt. Westbrook betet für ihn, weiß jedoch nicht, wo sich sein Sohn befindet. Erst der letzte Anruf hilft ihm: The Voice lässt ihn über das Telefon das Turmglockenläuten des Gerichtsgebäudes seiner Heimatstadt Grayling hören, sodass Westbrook ahnt, dass sein Sohn im dortigen Hale Memorial Hospital behandelt wird. Ein Anruf im Krankenhaus bestätigt seine Vermutung. Er ruft beim Flughafen an, um zu seinem Sohn zu reisen.

## Veröffentlichung
Midnight Line war nach The Pass, Lona Hanson, A Bargain With God, Trust in Chariots, The Power of the Dog, The Liar, Daddy’s Girl und A Strange God der neunte Roman, den Thomas Savage veröffentlichte. Es war zudem der erste Roman seit The Liar (1969), in dem er in den amerikanischen Westen seiner Kindheit und Jugend zurückkehrte. Savage verfasste Midnight Line unter dem Arbeitstitel Talk Show. Der Roman erschien 1976 bei Little, Brown and Company. Im deutschsprachigen Raum wurde der Roman nicht veröffentlicht.
Der Schutzumschlag der Erstausgabe ist in Blau gehalten, mit dem Romantitel in Gelb und dem Namen des Autors in Weiß. Mittig befindet sich die Zeichnung eines Radiomoderators am Pult, wobei die Person von hinten zu sehen ist. Das Umschlagdesign stammt von Paul Bacon. Auf den Innenseiten finden sich neben einer Kurzzusammenfassung des Buchinhalts Kritiken zu Savages Romanen A Strange God, The Power of the Dog und The Liar. Die Rückseite des Umschlags ziert ein großformatiges Porträtfoto Savages von Adison Berkey, das im Juli 1974 aufgenommen wurde. O. Alan Weltzien nutzte es 2020 auch als Coverfoto für seine Thomas-Savage-Biografie Savage West. 
Der Roman besteht aus 16 Kapiteln. Savage widmete ihn seiner Halbschwester und Schwester („For my  sisters – Isabel and Patricia with love“).

## Hintergrund und autobiografische Züge

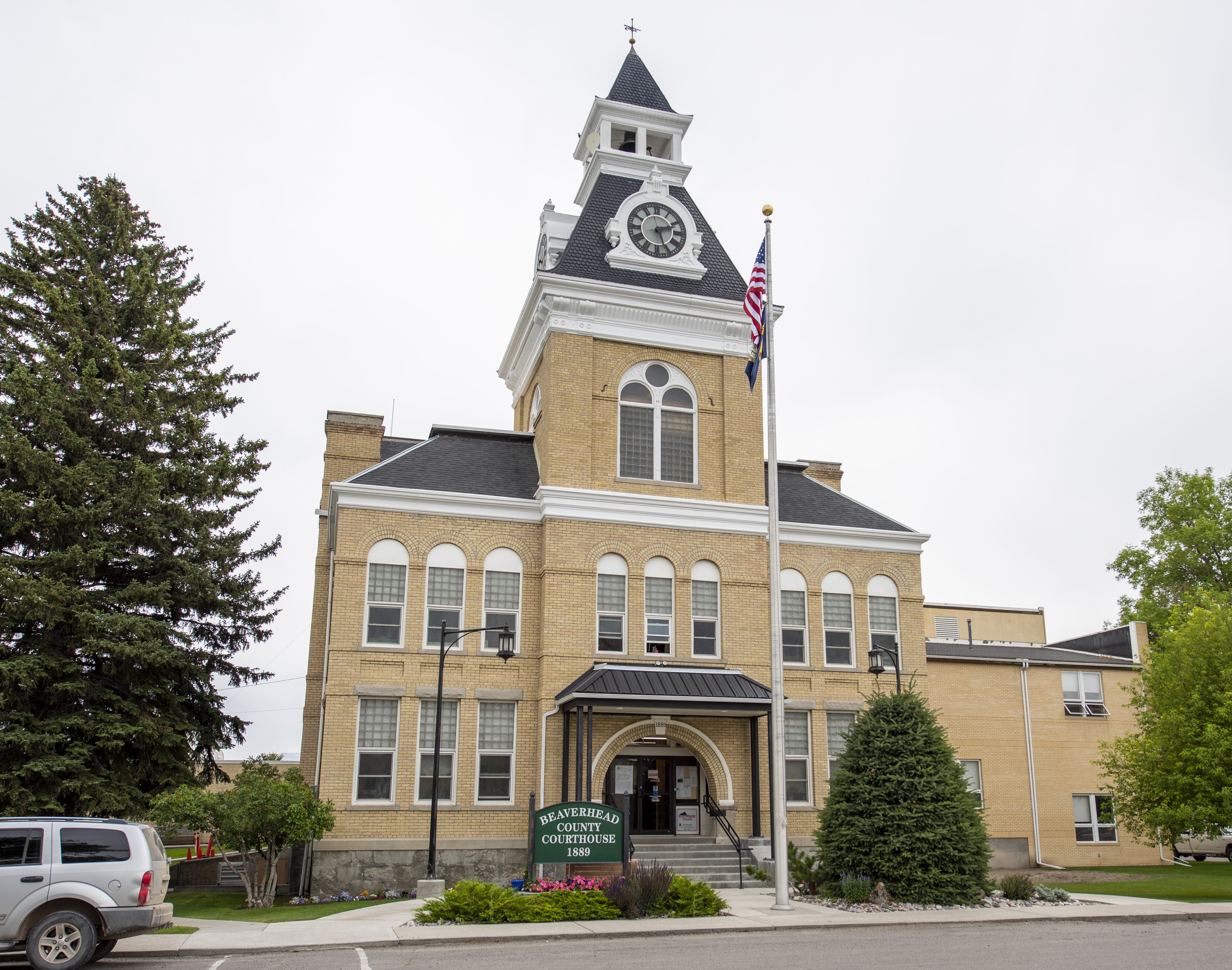
Beaverhead County Courthouse in Dillon mit Glockenturm

Midnight Line gilt, trotz seines Bostoner Schauplatzes, als eine der „Western Novels“ Thomas Savages. Der bis dahin letzte teilweise in Montana angesiedelte Roman war The Liar aus dem Jahr 1969 gewesen. In der Zwischenzeit hatte sich in Savages Privatleben ein entscheidender Einschnitt ergeben, so hatte er 1969 erfahren, dass er eine ältere Schwester hat, die kurz nach ihrer Geburt zur Adoption freigegeben wurde. Savage widmete den Roman unter anderem seiner Schwester Patricia und lässt im Roman die Hauptfigur Tom Westbrook erkennen, dass er einen erwachsenen Sohn hat. Auf Basis dieser neuen Erkenntnis, wird das Leben, das sich Westbrook bis dahin aufgebaut hat, nachhaltig erschüttert, womit Savages eigene Erfahrung gespiegelt wird. Dieses Motiv – ein einzelner Gegenstand oder wie in Midnight Line ein Telefonanruf erschüttert das Leben der Hauptperson – taucht in zahlreichen Romanen des Autors seit 1969 auf, so auch in I Heard My Sister Speak My Name, Her Side of It und For Mary, With Love. Nur durch ein Aufarbeiten der Vergangenheit ist es den Protagonisten möglich, mit der neuen Realität umzugehen.
Tom Westbrook trägt nicht nur Savages Vornamen, sondern ist auch im selben Jahr wie der Autor geboren. Er dient daher, wie viele (Haupt-)Charaktere in Savages Romanen, als fiktionalisierte Version des Autors selbst, die wiederum in Teilen Savages eigenen Lebensweg nachzeichnen. Sowohl Savage als auch Westbrook wuchsen in Montana auf, wobei Grayling in Wirklichkeit die Stadt Dillon bezeichnet. Dillon wird auch in späteren Romanen Savages zu Grayling, so in I Heard My Sister Speak My Name (1977) und The Corner of Rife and Pacific (1988). Sowohl Savage als auch Westbrook verließen Montana in jungen Jahren und gingen nach Boston. Savage rekapituliert im Roman sowohl den autobiografischen Fakt, dass sein Urgroßvater in den Bergen einst Gold gefunden hat und so den Familienwohlstand begründete als auch den Wunsch Westbrooks, an der University of Montana in Missoula zu studieren. Westbrook bleibt dies verwehrt, während Savage kurze Zeit an der Universität Geschichte studierte. Selbstironisch verweist Savage zudem auf sich selbst, als er die Freunde einer Tochter aus reichem Montaner Haus aufzählt. Unter diesen Söhnen und Töchtern der alteingesessenen Familien der Gegend ist auch einer der fortging und anfing, Bücher zu schreiben, in denen man viele Personen der Gegend wiederfand.
Wie oft in seinen Romanen nimmt Savage Bezug zu seinen früheren Werken. Westbrook denkt an seine Zeit in Grayling und die dortigen Gerüchte zurück und fragt sich, was die wirklichen Gründe waren, warum sich ein junger Arzt in der Nachbarstadt Beech umgebracht hatte: „Had it to do with his humiliation by a local rancher?“. Es handelt sich dabei um eine Szene aus Savages Werk The Power of the Dog, in der Rancher Phil Burbank den jungen Arzt Johnny Gordon vor anderen Ranchern so bloßstellt, dass dieser sich kurze Zeit später das Leben nimmt. Die Familie Burbank wird im Verlauf als eine der episkopalischen Familien der Gegend genannt, zusammen mit den Barts (Lona Bart ist eine Figur in Savages Roman Lona Hanson) und den Hales, während die Burks als katholisch gelten. Die Burks sind wiederum eine Familie im Roman The Liar. Eine kurze Szene im Roman spielt sich vor einer Kirche in der Bostoner Bowdoin Street ab, mit einer Darstellung von Father Ferris aus dem Roman A Bargain With God, auch wenn die Kirche episkopalisch und nicht wie im Roman anglikanisch ist. Die Szene während einer Party, auf der Westbrook einen Versicherungsmakler kennenlernt, der später seinen Sohn erschießt, verweist auf den Protagonist Jack Reed aus dem Roman A Strange God, den Savage vor Midnight Line veröffentlicht hatte. In diesem Roman findet sich zudem bereits das Motiv des unehelichen Kindes, das hier jedoch abgetrieben wird. Helen Chapmans Nackttanzt auf den Tischen des Andrews Hotels, von dem im Roman berichtet wird, war wiederum eine wahre lokale Anekdote, die Savage sowohl in The Liar aufgriff, als auch in seinem letzten Roman The Corner of Rife and Pacific verarbeitete, wobei aus Helen hier Anne Chapman wurde.
Orte aus früheren Romanen Savages tauchen immer wieder auf, so die Städte Beech (eigentlich Armstead, Montana) und Butte, das wie in früheren Romanen keine Namensveränderung erlebt. Besonderen Fokus legt Savage auf Grayling, in Wirklichkeit Dillon, und beschreibt den sogenannten Cabbage Patch, das Andrews (eigentlich Andrus) und Melton (eigentlich. Metlen) Hotel und das dortige Sugar Bowl Café. Zentrale Bedeutung für die Handlung hat das Beaverhead County Courthouse in Dillon mit seinem Glockenturm, im Roman als „the bell in the courthouse tower“ in Grayling umschrieben, das auch in weiteren Romanen Savages einer der Hauptorte im fiktionalisierten Dillon ist. In Midnight Line und später auch in A Corner of Rife and Pacific findet sich die detaillierteste Beschreibung Dillons, Savages Ort der Kindheit und Jugend.
Gelegentlich wird das in Savages Romanen immer wiederkehrende Thema der Homosexualität aufgenommen: Anrufer diskutieren das Thema beispielsweise in Tom Westbrooks Sendung. Westbrook selbst wird zudem in einer Bar von einem Homosexuellen angesprochen, geht auf seine Avancen jedoch nicht ein.

## Rezeption
Kirkus Reviews befand in der Kritik zu Midnight Line, dass Savage „ein perfektes Gespür [hat] und […] jedes Mal bessere und stärkere Bücher über die Verlierer der Welt  [schreibt].“ Die Kraft der Emotionen mache aus dem Buch ein gelungenes Werk, auch wenn Savage das Potenzial, das in einer Radioanstalt mit einer Vielzahl an interessanten Charakteren liegt, nicht ausschöpfe, so die New York Times.
Die Washington Post nannte den Roman eine gute Lektüre, die alle Elemente großartiger Literatur besitze. Midnight Line sei ein „äußerst amerikanischer Roman, mit einem starken Gespür für Standorte und Verwerfungen, die einzigartig amerikanisch sind“. Savage selbst schrieb an seinen Verleger, dass er glaube, mit Midnight Line „eine sehr starke Geschichte“ („a very strong story“) geschrieben zu haben. Eine Kurzkritik der Middlesboro Daily News nannte Midnight Line einen herausragenden zeitgenössischen Roman („exceptional contemporary novel“), der Savage in eine Reihe mit anderen großen Romanciers Amerikas stellen sollte.